# Литературный немецкий язык
Литературный (кодифицированный) немецкий язык (нем. deutsche (kodifizierte) Literatursprache) — язык немецкой литературы, формировавшийся на протяжении всей истории немецкого (верхненемецкого) языка, характеризующийся строгими письменными и устными нормами. Понятие «литературный язык» (нем. Literatursprache) также может быть противопоставлено понятию «стандартный язык» (нем. Standardsprache). Под первым подразумеваются, прежде всего, язык художественного стиля, свободный в плане выбора средств выразительности, когда второй является научно-деловым и кодифицированным. Проблема литературного языка является одной из самых острых проблем немецкого языкознания, так как до сих пор среди филологов нет единого мнения о том, чем должен характеризоваться общий для всех жителей немецкоязычных государств немецкий литературный язык. В данной статье будут представлены только те характерные особенности, которые не вызывают существенных противоречий среди учёных и признаются большинством филологов как верные.

## История
Возникновение и развитие литературного немецкого языка, формирование его норм и по сей день является одной из наиболее актуальных проблем в немецкой филологии, так как история формирования литературного языка тесно сопряжена с историей становления национального языка. Связывая нормализационные процессы в языке, прежде всего следует учитывать сложную языковую ситуацию в Германии средневековья и нового времени, а также особенности развития немецкой литературы, городской письменности, печати. Приобретая наддиалектный характер данные формы языка, тем не менее, не были оторваны от диалектных особенностей и не могли считать свой язык наиболее «чистым». В этих условиях специфика формирования литературного языка в XVI—XVIII веках была связана с выбором единственного надрегионального (национального) варианта с едиными нормами и очищением языка от заимствований (преимущественно итальянскими, французскими и латинскими). Выделение единой нормы из множества диалектов было непростой задачей, однако понимание необходимости преодоления диалектов было очевидным. В работе «Buch von der Deutschen Poetery» этот «чистый язык» уже стал называться «высоким немецким» (нем. Hochdeutsch), не запятнанным диалектами, «на которых говорят неправильно».
В XVII веке всё большую популярность стал набирать восточносредненемецкий диалект, повлиявший на формирование литературного языка. Он быстро был принят как письменный и в некоторых случаях как городской обиходно-разговорный язык, что позволило ему быстро вытеснить нижненемецкие диалекты из литературы, хотя последние не могли исчезнуть под средненемецким влиянием и продолжали широко использоваться в других сферах. Начало «восточносредненемецкой экспансии» связано с деятельностью Мартина Лютера, который ещё в ранненововерхненемецком периоде развития немецкого языка использовал этот диалект в своих трудах и переводах. Дальнейшее развитие литературного языка из восточносредненемецкого диалекта было связано с целенаправленной деятельностью создававшихся в Германии сообществ (наиболее известное из них — Плодоносное общество) и писателей, которые ратовали за чистоту и единство языка (среди них Грифиус, Олеариус, Опиц, Юстус Шоттель, фон Цезен и другие).
В XVIII—XIX веках новыми борцами за чистый и единый язык стали учёные и писатели Лейбниц, Готтшед и Аделунг, которые активно занимались вопросами орфографии, грамматики и риторики, использовали верхненемецкий для письма, рекомендуя его в своих трудах, как самый совершенный из всех немецких диалектов. Так, Готтшед и Аделунг смогли внести существенный вклад в развитие немецкой орфографии, создав первые словари немецкого языка. Позднее Зибс и Дуден дополнили её, реформировав также грамматику и риторику. В XX веке происходит фиксация литературных норм, и особых изменений в грамматике не происходит. Свои особенности немецкого языка были характерны во время прихода власти НСДАП (см. Немецкий язык в Третьем рейхе) и после войны в идеологизированном ГДР (Немецкий язык в ГДР), однако они не повлияли на литературную норму и все нововведения касались исключительно лексических (семантических) сдвигов. До начала XXI века было зафиксировано некоторое расхождение между нормами сценического произношения Зибса и языком немцев, однако характер этого явления не задевает основополагающих норм в настоящем. Считается, что это естественный процесс изменения в произнесении отдельных гласных.

## Проблема литературного языка
Одна из основных проблем литературного языка, обозначенная ещё во вступлении, сводится к формализации терминологического аппарата. Для определения литературного языка применяют как понятие Literatursprache, так и Standardsprache, которые являются практически синонимами. Тем не менее эти понятия следует различать. Другими терминами, не имеющими чёткого определения, но относящимися к литературному немецкому языку, являются: Schriftsprache — письменный язык (понимается чаще в историческом смысле), Hochsprache — высокий язык (язык художественной литературы, самый чистый язык), Einheitssprache — единый язык, Gemeindeutsch — то же (общенемецкий язык), Dachsprache — общий язык («язык-крыша», объединяющий всех носителей языка). Такая терминологическая каша не позволяет создать единых подходов к описанию литературного языка.